# Барбариго, Маркантонио
Маркантонио Барбариго (итал. Marcantonio Barbarigo; 6 марта 1640, Венеция, Венецианская республика — 26 мая 1706, Монтефьясконе, Папская область) — итальянский кардинал, доктор обоих прав. Архиепископ Корфу с 6 июня 1678 по 7 июля 1687. Епископ-архиепископ Монтефьясконе и Корнето с 7 июля 1687 по 26 мая 1706. Кардинал-священник со 2 сентября 1686, с титулом церкви Санта-Сусанна с 30 сентября 1686 по 1 июля 1697. Кардинал-священник с титулом церкви Сан-Марко с 1 июля 1697 по 26 мая 1706.